# Shwebo
Shwebo (ရွှေဘိုမြို့, ʃwèbò mjo̯) est une ville de Birmanie située dans la Région de Sagaing, à 113 km au nord-ouest de Mandalay, entre la Mu et l'Irrawaddy. Elle est desservie par la ligne de chemin de fer Mandalay-Myitkyina et plusieurs lignes d'autobus. Les routes vers Mandalay et Monywa sont en bon état.

## Histoire
Shwebo devint la capitale de la Birmanie en 1752 sous le roi Alaungpaya, qui y était né. Il utilisa la ville comme base pour mener une révolte contre les Môns de Pégou et conquit Ava et le sud de la Birmanie, établissant ainsi la dynastie Konbaung et le Troisième Empire birman.
La ville porta cinq noms :
- 1. Yadana-theinhka
  2. Konbaung
  3. Moksobo, son nom original
  4. Yangyi-aung,
  5. Shwebo, son nom moderne[1].

Le fils aîné et successeur d'Alaungpaya, le roi Naungdawgyi (1760-1764), fut couronné à Sagaing, et son second fils, le roi Hsinbyushin (1764-1776), ramena la capitale à Ava quand il lui succéda. Les habitants de Shwebo sont fiers de leur tradition au service de la dynastie et c'est là que se réfugièrent successivement Tharrawaddy Min, en 1837, et Mindon Min, en 1853, pour se révolter contre leurs prédécesseurs (les deux rébellions furent couronnées de succès).
Près de Shwebo se trouve le site de l'ancienne cité Pyu de Hanlin.

## Économie & tourisme
Comme Monywa, la ville est un centre d'échange pour les produits agricoles, particulièrement les haricots, le riz et le sésame des plaines voisines, entre la Mu et l'Irrawaddy. 
Encore entourée de ses douves, la ville a pour principal intérêt touristique les ruines du palais d'Alaungpaya et de nombreux temples bouddhiques, comme la pagode de Shwe-taza et le stupa de Myodaunk. Durant les mois d'été les plus chauds, les habitants promènent la statue du Bouddha de Shwe-taza pour faire tomber la pluie.